# يلينا فيسنينا
يلينا فيسنينا (بالروسية: Веснина, Елена Сергеевна)‏ مواليد 1 أغسطس 1986 في لفيف في جمهورية أوكرانيا السوفيتية الاشتراكية، الاتحاد السوفيتي. هي لاعبة كرة مضرب روسية محترفة بدأت مسيرتها كمحترفة سنة 2002. أعلى مرتبة وصلت إليها في منافسات زوجي السيدات كانت رقم. 3 في (17 فبراير 2014) حسب تصنيف رابطة محترفات كرة المضرب. فازت إيلينا ببطولتين من بطولات الجراند سلام خلال منافسات زوجي السيدات، في دورة فرنسا المفتوحة 2013 وأمريكا المفتوحة 2014 مع شريكتها الروسية إيكاترينا ماكاروفا.

## نهائيات الجراند سلام

### زوجي السيدات: 6 (2–4)
| اللقب  | السنة | البطولة            | السطح | الشريكة            | الخصوم                                       | النتيجة       |
| ------ | ----- | ------------------ | ----- | ------------------ | -------------------------------------------- | ------------- |
| وصيفة  | 2009  | فرنسا المفتوحة     | ترابي | فيكتوريا أزارينكا  | أنابيل ميدينا غاريغيس فيرخينيا روانو باسكوال | 1–6, 1–6      |
| وصيفة  | 2010  | بطولة ويمبلدون     | عشبي  | فيرا زفوناريفا     | فانيا كينغ ياروسلافا شفيدوفا                 | 6–7(6–8), 2–6 |
| وصيفة  | 2011  | فرنسا المفتوحة (2) | ترابي | سانيا ميرزا        | أندريا هلافسكوفا لوسي هراديكا                | 4–6, 3–6      |
| البطلة | 2013  | فرنسا المفتوحة     | ترابي | إيكاترينا ماكاروفا | ساره إيراني روبيرتا فينسي                    | 7–5, 6–2      |
| وصيفة  | 2014  | أستراليا المفتوحة  | صلب   | إيكاترينا ماكاروفا | ساره إيراني روبيرتا فينسي                    | 4–6, 6–3, 5–7 |
| البطلة | 2014  | أمريكا المفتوحة    | صلب   | إيكاترينا ماكاروفا | مارتينا هينجيز فلافيا بينيتا                 | 2–6, 6–3, 6–2 |

### الزوجي المختلط: 3 (0–3)
| اللقب | السنة | البطولة            | السطح | الشريك       | الخصوم                         | النتيجة          |
| ----- | ----- | ------------------ | ----- | ------------ | ------------------------------ | ---------------- |
| وصيفة | 2011  | بطولة ويمبلدون     | عشبي  | ماهيش بوباثي | يورجن ميلتسر ايفيتا ميلتسر     | 3–6, 2–6         |
| وصيفة | 2012  | أستراليا المفتوحة  | صلب   | ليندر بايس   | هوريا تيكاو بيثيان ماتيك ساندز | 3–6, 7–5, [3–10] |
| وصيفة | 2012  | بطولة ويمبلدون (2) | عشبي  | ليندر بايس   | مايك براين ليزا ريموند         | 3–6, 7–5, 4–6    |

## روابط خارجية
- يلينا فيسنينا على موقع رابطة محترفات التنس (الإنجليزية)
- يلينا فيسنينا على موقع الاتحاد الدولي لكرة المضرب (الإنجليزية)
- يلينا فيسنينا على موقع كأس بيلي جين كينغ (الإنجليزية)
- يلينا فيسنينا على موقع خلاصة التنس.كوم (الإنجليزية)
- يلينا فيسنينا على موقع إي إس بي إن.كوم (الإنجليزية)
- يلينا فيسنينا على موقع اللجنة الأولمبية الدولية (الإنجليزية)
- يلينا فيسنينا على موقع أوليمبيديا (الإنجليزية)